# 우리가 살아가는 MY ASIA
〈우리가 살아가는 MY ASIA〉(僕らが生きる MY ASIA 보쿠라가 이키루 MY ASIA[*])는 2007년 1월 24일에 발매된 모닝구무스메 탄생 10년 기념대의 첫 번째 싱글이다.

## 개요
《다이하쓰 태양의 서커스》 일본 공연 제2탄의 이미지송.

### 십년애의 가사
제목이 그대로 사용된 곡
- 아루이테루
- 샤본다마
- 해피 서머 웨딩

제목 일부가 생략되는 등, 달라진 곡
- 고코니이루제!
- 오사카 고이노우타
- 로망 ~MY DEAR BOY~
- 아이아라바 IT'S ALL RIGHT
- 고이노 댄스사이트
- 좃칸2 ~노가시타 사카나와 오키조!~
- THE 맨파워!!!

원래의 제목 일부를 일역(和訳)한 곡
- 러브머신
- 모닝 커피
- 더☆피스!
- 소다! We're ALIVE

가사 일부가 삽입된 곡
- Mr.Moonlight ~아이노 빅밴드~
- 렌아이 레볼루션21

## 수록곡
1. 僕らが生きる MY ASIA
작사, 작곡 : 층쿠 / 편곡 : 다카하시 유이치
2. 十年愛
작사, 작곡 : 층쿠 / 편곡 : 다카하시 유이치
3. 僕らが生きる MY ASIA (Instrumental)

## 참여 뮤지션
- 다카하시 유이치 - 기타, 프로그래밍
- CHINO - 코러스
- 층쿠♂ - 코러스
- 다케우치 히로아키 - 코러스

## 차트
- 주간최고순위 8위 (오리콘 차트)